# Rożki-Kolonia
Rożki-Kolonia (do 1998  Różki-Kolonia) – wieś w Polsce położona w województwie lubelskim, w powiecie krasnostawskim, w gminie Żółkiewka.
| SIMC    | Nazwa        | Rodzaj    |
| ------- | ------------ | --------- |
| 0907409 | Markiewiczów | część wsi |

W latach 1975–1998 miejscowość administracyjnie należała do województwa zamojskiego.
Wieś stanowi sołectwo gminy Żółkiewka. Według Narodowego Spisu Powszechnego (III 2011 r.) wieś liczyła 298 mieszkańców.